# Prim-ministrul Japoniei
Prim-ministrul Japoniei (în japoneză 内閣 総 理 大臣, Naikaku-sōri-daijin sau Shushō (首相)) este șeful guvernului japonez și comandantul-șef al Forțelor Armate ale Japoniei; este numit de împăratul Japoniei după ce a fost desemnat de Dieta Japoniei și trebuie să se bucure de încrederea Camerei Reprezentanților pentru a rămâne în funcție. El este șeful cabinetului și numește și revocă ceilalți miniștri de stat.
La 28 august 2020, premierul japonez Shinzō Abe și-a anunțat intenția de a demisiona din cauza stării sale de sănătate deteriorate. La 14 septembrie, Yoshihide Suga a fost ales noul președinte al Partidului Liberal Democrat (PLD) și după confirmarea din Dietă la 16 septembrie, a primit o invitație din partea împăratului Naruhito pentru a forma un guvern ca noul prim-ministru.

## Istorie
Înainte de adoptarea Constituției Meiji, Japonia nu avea în practică nicio constituție scrisă. Inițial, un sistem juridic de inspirație chineză cunoscut sub numele de ritsuryō a fost adoptat la sfârșitul perioadei Asuka și la începutul perioadei Nara. A descris un guvern bazat pe o birocrație meritocratică elaborată și rațională, care servea, în teorie, sub autoritatea ultimă a împăratului; deși, în practică, puterea reală a fost adesea deținută în altă parte, cum ar fi în mâinile clanului Fujiwara, ai cărui membri s-au căsătorit cu cei din Familia Imperială în perioada Heian sau de către shōgunul aflat la conducere. Teoretic, ultimul cod ritsuryō, Codul Yōrō adoptat în 752, era încă în vigoare la momentul Restaurării Meiji.
În cadrul acestui sistem, Daijō-daijin (太 政 大臣, Cancelarul ținutului) era șeful Daijō-kan (Departamentul de Stat), cel mai înalt organ al guvernului imperial pre-modern japonez în perioada Heian și pentru o scurtă perioadă în temeiul Constituției Meiji o dată cu numirea lui Sanjō Sanetomi în 1871. Funcția a fost înlocuită în 1885 o dată cu numirea lui Itō Hirobumi în noua funcție de Prim-Ministru, cu patru ani înainte de adoptarea Constituției Meiji, care nu menționează nici Cabinetul, nici poziția de prim-ministru în mod explicit. A luat forma actuală odată cu adoptarea Constituției Japoniei în 1947.
Până în prezent, 62 de persoane au ocupat această funcție. Shinzō Abe a fost prim-ministrul anterior. El a preluat din nou funcția la 26 decembrie 2012 și a servit până la 16 septembrie 2020. Este primul fost prim-ministru care a revenit în funcție din 1948 și cel mai longeviv prim-ministru până în prezent.

## Numire
Primul ministru este desemnat de ambele camere ale Dietei. În acest scop, fiecare camera organizează un scrutin. Dacă cele două camere aleg persoane diferite, atunci este numit un comitet mixt format din membri ai ambelor camere pentru a conveni asupra unui candidat comun. În cele din urmă, însă, dacă cele două camere nu sunt de acord în termen de zece zile, decizia Camerei Reprezentanților este considerată a fi cea a dietei. Prin urmare, Camera Reprezentanților poate asigura teoretic numirea oricărui prim-ministru pe care îl dorește. Candidatul este prezentat apoi cu cabinetul său și este numit oficial în funcție de către împărat.
În practică, primul ministru este aproape întotdeauna liderul partidului majoritar din Camera Reprezentanților sau liderul partenerului principal din coaliția de guvernare.

## Încadrări juridice
- Trebuie să fie membru al oricărei camere a Dietei. (Aceasta implică o vârstă minimă de 25 de ani și faptul că acesta să aibă naționalitatea japoneză.)
- Trebuie să fie „civil”. Aceasta exclude membrii Forțelor de Apărare din Japonia. Foștii militari pot fi numiți prim-ministru, Yasuhiro Nakasone fiind unul dintre exemple.

## Rol

### Roluri constituționale
- exercită „controlul și supravegherea” pe întreaga ramură executivă.[12]
- prezintă Dietei proiectele de legi în numele Cabinetului.[13]
- semnează legile și ordinele Cabinetului (împreună cu alți membri ai Cabinetului).[14]
- desemnează toți miniștrii Cabinetului și îi poate revoca oricând.[15]
- poate permite acțiuni în justiție împotriva miniștrilor Cabinetului.[16]
- trebuie să facă rapoarte privind relațiile interne și externe cu dieta.
- trebuie să se prezinte în fața Dietei, la cerere, pentru a oferi răspunsuri sau explicații.[17]
- poate sfătui împăratul să dizolve Camera Reprezentanților.[18]

### Roluri statutare
- conduce ședințele Cabinetului
- șeful Forțelor Armate ale Japoniei
- poate anula o hotărâre judecătorească împotriva unui act administrativ

Spre deosebire de majoritatea omologilor săi din monarhiile constituționale, primul ministru este atât de drept, cât și de facto șeful executiv. În majoritatea celorlalte monarhii constituționale, monarhul este șef executiv nominal, în timp ce este obligat prin convenție să acționeze la sfatul cabinetului. În schimb, Constituția Japoniei conferă în mod explicit puterea executivă în Cabinet, al cărui prim-ministru este lider. Contrasemnătura sa este necesară pentru toate legile și ordinele Cabinetului. În timp ce majoritatea miniștrilor din democrațiile parlamentare au o anumită libertate de acțiune în limitele responsabilității colective a cabinetului, Cabinetul japonez este efectiv o extindere a autorității primului ministru.